# 커뮤니티 오거나이제이션
커뮤니티 오거나이제이션(community organization)은 커뮤니티의 사회적 건강, 복지, 전반적 기능의 개선을 목표로 조직화하는 것을 말한다. 지역사회 조직운동, 근린주구(近隣住區)의 조직화, 지역사회 조직 등으로 번역된다.
커뮤니티는 도시생활 안에서는 단위세포의 역할을 하는 것이지만 그것을 구성하는 멤버는 어느 정도 엉성하게 흩어져 있는 경우가 많다. 신분적·직업적으로 또한 계층적으로도 서로 상이한 것을 지니고 있다. 커뮤니티의 기반을 동질의 것의 집합이라고 말하는 사람이 있는데 그것은 옳지 못하다. 오히려 이질의 것이 인간관계를 최대공약수적으로 이어 집단으로서의 결합을 하게 하는 것이다. 커뮤니티 내에는 여러 가지의 '니드'(need)가 존재하며, 그것을 최대공약수적으로 줄여서 지구(地區) 주민의 의식에까지 연결시키는 운동이 곧 조직화운동인 것이다. 도시계획을 이와 같은 니드의 존재와 그 공약수적 동향(公約數的動向, 넓은 지역사회에서는 공공성 또는 시민성이라 한다)으로 취급하는 것은 중요한 일이다. 구미에서의 도시계획은 사회계획과 병행한다고 하는데, 이것은 바로 이 요인에 의한 것이다.

## 같이 보기
- 모금
- 낙수 경제